# Pucca
Pucca (뿌까?) è una serie animata sudcoreana prodotta da Vooz Character System. La creazione di questo personaggio è iniziata nel 1999. Presentata alla fiera di Cannes di quell'anno, la serie è stata acquisita per l'Italia da Nicola Bartolini Carrassi, che con Maria Romanelli di Jetix ne ha curato lo sviluppo per il mercato occidentale.
Preceduta da una webserie di cortometraggi di 3 minuti l'uno prodotti da Vooz e acquisiti da Jetix Europe nel marzo 2004, la serie è stata trasmessa per la prima volta in Corea del Sud su MBC TV dal 18 settembre 2006 al 31 ottobre 2019, per un totale di 65 episodi (193 segmenti) ripartiti su tre stagioni.
In Italia i cortometraggi sono stati trasmessi su GXT dal 14 febbraio 2006. La serie è stata trasmessa su Jetix dal 4 dicembre 2006 al 2008. La terza stagione è stata pubblicata su Netflix il 31 dicembre 2019.

## Trama
La protagonista è Pucca, una bambina di 10 anni perdutamente innamorata di Garu, un mini-ninja di 12 anni che vive in una città chiamata Sooga. Garu è appassionato di Kung Fu e dedica molto tempo all'allenamento e alla meditazione.
Pucca è la nipote dei tre proprietari del ristorante del paese, il Goh-Rong, locale conosciuto per la specialità culinaria del posto, gli spaghetti (noodles) Jia-Jiang.

## Personaggi
- Pucca: è la protagonista dell’omonima serie. È una ragazzina dai capelli neri raccolti in due odango; ha quasi sempre un vestito rosso e dei leggings neri. È molto dolce, ma prepotente, con Garu, il suo ragazzo ninja. Nonostante la sua dolcezza, però, può essere molto permalosa e violenta a causa della sua forza sovrumana. Non parla quasi mai, ma è sempre lei a salvare Garu e gli altri abitanti del villaggio dalle strane situazioni in cui si trovano insieme a Ching, la sua migliore amica che è come una sorella. Lavora nel ristorante dei suoi zii e ha un animaletto rosa di nome Mia.
- Garu: indossa un vestito interamente nero, con un cuore rosso sul centro, ha dei guanti rossi. Ha i capelli neri raccolti in due specie di codine. È un ottimo combattente e lo si vede spesso meditare. Come Pucca non parla mai. Nonostante cerchi di evitare Pucca tiene molto a lei. È il migliore amico di Abyo e possiede un gatto nero, Mio.
- Ho: è uno zio di Pucca, e uno dei cuochi del ristorante Goh-Rong, appassionato di kung fu e abilissimo nel manovrare i fornelli e il fuoco. Doppiato in italiano da Alessandro Ballico, Massimo De Ambrosis (Love Recipe).[4]
- Linguini: è un altro zio di Pucca e uno dei cuochi del ristorante, è bravissimo nell'impastare spaghetti di riso. Doppiato in italiano da Gerolamo Alchieri, Francesco Fabbri (Love Recipe)[4]
- Raviolo: è il capo-chef del Goh-Rong, dotato di una pelle abbronzata, anche lui zio di Pucca. Doppiato in italiano da Roberto Ciufoli, Fabrizio Russotto (Love Recipe).[4]
- Babbo Natale (Santa): un personaggio con molte interpretazioni, ognuna adeguata alle scene di ciascuna puntata. Nonostante le apparenze possiede grandi abilità ninja ed estrema agilità. In passato è stato uno dei ladri ninja leggendari più forti del mondo, soprannominato Lanterna Rossa. Cambiò vita dopo aver capito che rubare era sbagliato.Doppiato in italiano da Roberto Stocchi.[4]

- Mio: è il gatto nero di Garu. È un fedele gatto ninja e spesso combatte o medita al fianco del suo padrone. Ha una fobia degli aghi, infatti la sola parola lo fa fuggire immediatamente. È innamorato di Yani.
- Yani: è la gattina rosa di Pucca. Si spaventa facilmente ed è innamorata di Mio.
- Abyo: è il migliore amico di Garu. È un fanatico del Kung Fu e strappa sempre la sua casacca lanciando un grido quando fa una mossa, come imitazione a Bruce Lee. È allergico alla mostarda. Doppiato in italiano da Davide Perino, Alessandro Capra (Love Recipe).[4]
- Bruce: è il padre di Abyo e il capo della polizia di Sooga, ogni volta che dice una frase la chiude dicendo "passo". Doppiato in italiano da Roberto Draghetti[4], Roberto Fidecaro (Love Recipe)
- Ching: è la migliore amica di Pucca; è innamorata di Abyo. Porta sempre in testa Won, la sua gallina, che quando si spaventa depone uova magiche. Doppiata in italiano da Barbara Pitotti, Clarissa Stefani (Love Recipe).[4]
- Chang: è il padre di Ching ed allenatore dei ninja del villaggio, presso il Turtle Training Hall. Doppiato in italiano da Sergio Lucchetti.[4]
- Hai-Tais: sono due statue di leoni ubicate all'ingresso del ristorante di Pucca tenute a scacciare gli spiriti maligni; spesso si animano e Pucca li cavalca per inseguire Garu.
- Tobe: è nemico di Garu, ha come unico scopo nella vita quello di sconfiggerlo a tutti i costi, insieme al suo gruppo di scagnozzi. Tutti i suoi piani falliscono miseramente per colpa di Pucca. Per questo, Tobe ha paura di lei. Indossa un'armatura da ninja blu con due katane nere. Il suo volto è quasi sempre coperto e ha una cicatrice in mezzo agli occhi. Nell'ultimo episodio viene ucciso da Garu e Pucca al termine di un violento scontro. Doppiato da Paolo Vivio, Gianluca Cortesi (Love Recipe).[4]
- Ninja di Tobe: sono un gruppo di ninja a servizio di Tobe. Sono tutti uguali e si comportano come dei bambini. Per questo Tobe a volte vuole sbarazzarsi di loro; a differenza del loro capo sono poco interessati alla disfatta di Garu. Dopo la morte di Tobe, andranno a lavorare come camerieri al Goh-Rong.
- I tre ninja vagabondi: sono un trio di ladri, formato da una ragazza, Chief, e due ragazzi, Clown e Shaman. Pucca li sconfigge senza alcuna pietà. Doppiati in italiano da Micaela Incitti (Chief), Marco Marzocca (Clown) e Franco Mannella (Shaman).[4]
- Muji: è un altro malefico del villaggio di Sooga. Ossessionato dalla lunghezza dei suoi baffi, ha degli zombie come schiavi. Viene sconfitto da Pucca.
- Ring Ring: è la nemica-rivale fallita di Pucca. È una ragazza vanitosa e vendicativa, che quando si arrabbia si trasforma in una guerriera che usa come arma i suoi capelli e le maniche del suo vestito oltre ad avere una voce sonica che può distruggere tutto. Viene spesso sconfitta da Pucca. Nella nuova terza stagione, Ring Ring, diviene un personaggio più rincorrente, diventando a tutti gli effetti, la rivale di Pucca per amore di Garu senza nemmeno riuscirci. Doppiata in italiano da Fabiola Bittarello, Ludovica Bebi (Love Recipe).
- Yuni: è la cagnolina di Ring Ring.
- Donzelle: sono delle principesse, tutte uguali, che vivono nell'harem di Master Soo.
- Master Soo: è la divinità del villaggio di Sooga, che vive in un tempio su una nuvola e viaggia su una nuvoletta volante. Tiene molto al villaggio Sooga e non tollera che dentro vi siano spiriti maligni o demoni. Doppiato in italiano da Massimo Lodolo, Dario Oppido (Love Recipe).
- Yokai Oz: è uno spirito malvagio che abita il sottosuolo del Villaggio Sooga ed è affetto da un forte narcisismo. Ha l'aspetto di un demone mascherato, dalla pelle rossastra e dagli occhi gialli e avvolto da una cappa nera. Mira a dominare il mondo risvegliando il suo esercito di demoni. È spesso accompagnato da una schiera di piccoli oni, suoi servitori.
- Dada: lavora con Pucca come cameriere e lavapiatti del ristorante Goh-Rong. È molto imbranato e combina tanti guai e quando se ne rende conto si fa la pipì addosso. È innamorato di Ring Ring, ma non ricambiato. Doppiato in italiano da Luigi Ferraro, Francesco Falco (Love Recipe).
- Doga: è una terribile e infida strega che causa sfortuna a chiunque incontri sul suo cammino. Pucca la sconfigge con le armi della fortuna.
- Soso: è un personaggio che veste come un monaco e che odia la violenza. Quasi per ogni cosa predica come un saggio.
- Spiritelli: sono degli omini simili a biscotti a forma di uomo di colore rosa e blu. Si aggirano per la città con l'intento di adempiere le varie scene e le varie situazioni.
- Destiny: appare nella seconda serie, è un dragone cinese amante della pianola.
- Texas Lugie: è un eccentrico milionario, di provenienza texana. Ad ogni sua visita, viene preso dalla mania di acquistare qualunque cosa a Sooga e di imporre la cultura americana sugli abitanti. È sempre accompagnato dalla moglie Sloppy Sue.

## Episodi

### Prima Stagione
| Nº | Titolo italiano                                                                        | In onda           | In onda |
| Nº | Titolo italiano                                                                        | Coreano           |         |
| 1  | L'ira del vulcano/Uno spaghetto intorno al mondo/Ping Pong Pucca                       | 8 settembre 2006  |         |
| 2  | Il potere di Won/Cuochi in crisi/La casa ninja                                         | 15 settembre 2006 |         |
| 3  | La maledizione del papillon/Bolle da pollo/Il fiore carnivoro                          | 6 ottobre 2006    |         |
| 4  | Cibo per gatti/Ninja volanti/Abyo star del cinema                                      | 13 ottobre 2006   |         |
| 5  | Lo Scheletro/Il bacio del fantasma/La Solita Ching                                     | 20 ottobre 2006   |         |
| 6  | Il divano del tesoro/Ninja di neve/Festa a sorpresa                                    | 27 ottobre 2006   |         |
| 7  | La grande sfida/Scene Da Un Matrimonio/Profondo blu                                    | 3 novembre 2006   |         |
| 8  | Sogni/Amore corazzato/Il ratto del gatto                                               | 10 novembre 2006  |         |
| 9  | Pericolo invisibile/Ninja ad alta tensione/Ninja In Gabbia                             | 17 novembre 2006  |         |
| 10 | La Stagione Della Vendetta/Il mostro delle nevi/Il falso Babbo Natale                  | 22 dicembre 2006  |         |
| 11 | I ninja cow boy/Consegna Speciale/Ninjutsi per innamorati/Non scherzare con la magia   | 15 dicembre 2006  |         |
| 12 | Perdere la faccia/Un nuovo amore per Garu/Pucca star del Circo                         | 8 dicembre 2006   |         |
| 13 | Senza capodanno/Spaghetti stellari/La festa di ring ring                               | 1º dicembre 2006  |         |
| 14 | Ritorno al ninjurassico/I biscotti della sfortuna/Ghiaccio sottile                     | 2 febbraio 2007   |         |
| 15 | Panico al cinema/Sfida tra cuochi/Festa in Maschera                                    | 9 febbraio 2007   |         |
| 16 | Amore Malvagio/Un Fidanzato Migliore/Amore a prima vista                               | 14 febbraio 2007  |         |
| 17 | Su la gamba!/Gara Di Surf/Supereroe per un giorno                                      | 23 febbraio 2007  |         |
| 18 | Gara Di Canto/Una Lunga Notte Per Tobe/Tutti pazzi per Kua                             | 2 marzo 2007      |         |
| 19 | Suonate le campane/La foresta di aceri/Mi fai un autografo                             | 9 marzo 2007      |         |
| 20 | La casetta sugli alberi/Ahi, che dolor!/Amore clonato                                  | 16 marzo 2007     |         |
| 21 | Tokyo a go go/Patente Ninja/Allarme antincendio                                        | 6 aprile 2007     |         |
| 22 | Il Tocco Di Ring Ring/La vendetta di Oz/Garu nella giungla/Cercasi pace disperatamente | 13 aprile 2007    |         |
| 23 | Viaggio Dentro Garu/Puccahontas/Sfida All'ultimo Spaghetto                             | 20 aprile 2007    |         |
| 24 | Ring Ring contro Pucca/Garu medaglia d'oro/Febbre da graffio                           | 27 aprile 2007    |         |
| 25 | Sperduto nel Deserto/Il guerriero di lana/A colpi di baffi                             | 4 maggio 2007     |         |
| 26 | Soap opera/Scherzi da maestro/Pucca va in Olanda                                       | 11 maggio 2007    |         |

### Seconda stagione
| Nº | Titolo italiano                                            | In onda        | In onda |
| Nº | Titolo italiano                                            | Coreano        |         |
| 27 | Puccapatra/Stop al Kung Fu/Garu sotto processo             | 3 marzo 2008   |         |
| 28 | Inaffondabile Pucca/Dammi un break/Samba                   | 10 marzo 2008  |         |
| 29 | Racconti del mare/Vendetta impossibile/Il drago suonatore  | 24 marzo 2008  |         |
| 30 | Le termiti giganti/Match senza regole/Fermate quello Yang  | 31 marzo 2008  |         |
| 31 | Il ritorno di Tex/Il viaggio astrale/Una strega per vicina | 21 aprile 2008 |         |
| 32 | Il ratto degli chef (1ª-2ª-3ª parte)                       | 16 giugno 2008 |         |
| 33 | Le Dragon Girls/La febbre di Manchu/Nemici appiccicosi     | 23 giugno 2008 |         |
| 34 | Bollywood/Non mi ama/Gli occhiali della saggezza           | 30 giugno 2008 |         |
| 35 | Forza Ching!/Ninja disoccupati/L'essenza delle mille lune  | 7 luglio 2008  |         |
| 36 | Il fantastico Abyo/La moglie di Muji/Stregato dalla luna   | 14 luglio 2008 |         |
| 37 | Dr Ring e Miss Ring/Cibo per vagabondi/Garu Hood           | 21 luglio 2008 |         |
| 38 | Un amore di cucù/Natale senza batterie/Super Squadra Sooga | 4 agosto 2008  |         |
| 39 | Viaggio nel tempo/Abra Ca Pucca/Cambio di Master           | 11 agosto 2008 |         |

### Pucca: Love Recipe
| Nº | Titolo italiano Coreano 「Hangŭl」 | In onda           | In onda |
| Nº | Titolo italiano Coreano 「Hangŭl」 | Giapponese        |         |
| 1  | La gara di cucina dell'isola di Sooga 「수상한 요리대회」L'arrivo di Ring Ring 「라이벌 등장!」La scatoletta porta fortuna 「행운의 통조림」                          | 10 dicembre 2018  |         |
| 2  | Funghi primavera 「찾아라! 스프링 버섯」Concorso per guardia del corpo 「보디가드 선발대회」Adesivi a forma di stella 「별 스티커」                                   | 17 dicembre 2018  |         |
| 3  | I sapori del Goh-Rong 「까다로운 음식 평론가」Tobe il ninja d'oro 「황금 닌자 또배」I tentativi di Casano 「카사노의 유혹」                                           | 24 dicembre 2018  |         |
| 4  | Garu il robot 「로봇 가루」I ravioli di Pucca 「공포의 만두」La donna mascherata 「출동! 마스크 우먼」                                                                | 31 dicembre 2018  |         |
| 5  | Il segreto di Dandy 「득도의 비밀」Ravioli al miele 「전설의 꿀을 찾아서!」L'alieno dell'isola di Sooga 「수가섬 외계인 조사」                                        | 7 gennaio 2019    |         |
| 6  | Lo scambio d'identità 「뒤바뀐 두 남자」La tecnica del Boo! 「야유 3총사」Lezioni di galateo 「숲속 매너 교육」                                                       | 14 gennaio 2019   |         |
| 7  | La danza delle scarpette rosse 「춤추는 빨간 구두」Il graffito magico 「낙서가 살아있다?」Il nuovo chef del Dong King 「돈킹의 특급 요리사」                          | 21 gennaio 2019   |         |
| 8  | Il fantasma del tavolo 「유령 토끼」Le armi inutili di Tobe 「또배의 쓸모없는 능력」La collana dell'amore 「두근두근, 사랑의 목걸이」                                 | 11 febbraio 2019  |         |
| 9  | Gli ospiti speciali del Goh-Rong 「거룡가의 특별한 손님」Lettera d'amore 「연애 편지」Amnesia 「기억상실」                                                            | 18 febbraio 2019  |         |
| 10 | Gatti briganti 「고양이 도적단」Il sogno di Pucca 「뿌까의 꿈 속으로」Abyo il cattivo 「아뵤의 악당 도전」                                                            | 25 febbraio 2019  |         |
| 11 | Il concorso di bellezza 「스타일 대결」La depressione di Bruce 「브루스의 우울증」La bottiglia della personalità 「뿌까 1/3」                                         | 4 marzo 2019      |         |
| 12 | Il genio del sacco da boxe 「샌드백 요정」Il bracciale dell'amore 「사랑의 팔찌」Il duello magico 「도술 대결」                                                       | 11 marzo 2019     |         |
| 13 | Il maestro dell'impasto 「반죽의 달인」La sparizione del Goh-Rong (prima parte) 「사라진 거룡가(상)」La sparizione del Goh-Rong (seconda parte) 「사라진 거룡가(하)」 | 18 marzo 2019     |         |
| 14 | Gara di triathlon 「푸드 철인 3종 경기」L'isola del tesoro 「보물을 찾아라」Tobe, il bravo ragazzo 「우리 또배가 착해졌어요」                                         | 1º agosto 2019    |         |
| 15 | La dieta di Abyo 「아뵤의 다이어트」Cuochi innamorati 「사랑에 빠진 요리사들」Ring Ring cerca amici 「링링의 친구 만들기」                                            | 8 agosto 2019     |         |
| 16 | Garu la stella del cinema 「가루, 영화배우 되다」Alla ricerca di Won 「사라진 원을 찾아서」Ritorno dal passato 「깨어난 선녀」                                        | 23 agosto 2019    |         |
| 17 | Quando i cuochi vanno in vacanza 「요리사들의 휴가」Una creatura leggendaria 「전설의 동물 예티」La zuppa dell'amore 「러브 수프」                                    | 28 agosto 2019    |         |
| 18 | Ring Ring e la scuola di arti marziali 「링링, 무술도장에 가다」La macchina del tempo dell'Uomo Vento 「풍타의 타임머신」Hip hip urrà 「만세 만세 만만세」            | 3 settembre 2019  |         |
| 19 | La soda liberatrice 「뻥 뚫려요, 빵빵소다」Alla ricerca del riso 「쌀 구하기 대작전」Una donna spaventosa 「너무 무서운 그녀」                                        | 11 settembre 2019 |         |
| 20 | La super ciambella alla banana 「슈퍼 바나나 도넛」Un insopportabile prurito 「가려운 건 못 참아」Il giorno di San Valentino 「밸런타인 대소동」                      | 19 settembre 2019 |         |
| 21 | La partita di basket 「농구 대결」Soozilla 「거대 괴수 수질라」Il cuoco alpha 「인공지능 요리사」                                                                     | 26 settembre 2019 |         |
| 22 | Il principe alieno innamorato 「외계인 왕자의 사랑」Garu in prigione 「감옥에 갇힌 가루」Giochi ambigui 「수상한 승부」                                               | 4 ottobre 2019    |         |
| 23 | La mascotte del Dong King 「돈킹의 마스코트」Dolcetto o scherzetto 「수가섬 핼러윈」La battaglia dei poteri paranormali 「초능력 대소동」                             | 11 ottobre 2019   |         |
| 24 | Il potere del folletto 「도깨비 옷」Diretta dal Goh-Rong 「채널 거룡가」Cattivi alleati 「손잡은 악당들」                                                             | 17 ottobre 2019   |         |
| 25 | L'inverno sull'isola di Sooga 「수가섬의 신나는 겨울」I requisiti di un guerriero 「무사의 자격」Ring Ring la mucca 「소가 된 링링」                                  | 24 ottobre 2019   |         |
| 26 | La coda di drago 「드래곤의 꼬리」Dong King contro Goh Rong (prima parte) 「돈킹 vs 거룡가(상)」Dong King contro Goh Rong (seconda parte) 「돈킹 vs 거룡가(하)」      | 31 ottobre 2019   |         |